# Bochumer Symphoniker
Bochumer Symphoniker je symfonický orchestr, který sídlí v německém městě Bochum. Vznikl v roce 1918 pod názvem Städtisches Orchester a jeho činnost byla ukončena kvůli probíhající druhé světové válce v roce 1944. V následujícím roce pak byla opět obnovena a vedle samotného Německa v pozdějších letech vystupoval také v Izraeli, Spojených státech amerických a Estonsku. V roce 2011 orchestr odehrál několik koncertů s anglickým hudebníkem Stingem; téhož roku odehrál koncert s velšským hudebníkem Johnem Calem.